# Prieuré d'Oulchy-le-Château
Le prieuré d'Oulchy-le-Château est un prieuré situé à Oulchy-le-Château, en France.

## Description
Il semble que le prieuré ne soit juste, depuis la ruine d'Oulchy, qu'un prieuré-cure composé du prieur et de un ou deux vicaires.

## Localisation
Le prieuré est situé sur la commune d'Oulchy-le-Château, dans le département de l'Aisne.

## Historique
A de Vertus nous rapporte  sur Jean Racine  « Ayant contracté des dettes pour achever ses études, le jeune racine ne vit pas d'autres moyens pour les payer que de se faire clerc et d'obtenir un bénéfice. Il ne réussit pas chez son oncle où il se préparait à recevoir la tonsure et demanda alors Oulchy. Mais pour avoir oulchy il fallait porter l'habit blanc des religieus de St jean des Vignes, ce qui déplaisait au jeune homme. »
Le monument est classé au titre des monuments historiques en 1921 et 1931.